# うごメモはてな
「うごメモはてな」（英: Flipnote Hatena）はかつて株式会社はてなが運営していたコミュニティサイト及びサービスである。ニンテンドーDSiの無料ソフト『うごくメモ帳』を使って書かれた作品を閲覧・評価し共有することができた。
2008年（平成20年）12月18日にプレオープンし、同年12月24日に正式公開された。2013年（平成25年）6月2日を以てサービスを終了した。

## 概要
投稿されている作品の閲覧・評価、付けられたコメントを全て表示、キーワード検索などが可能であった。
DSiと紐付けすることで、自分の作品にタイトルや説明をつけることもできた。
DSiでは「うごメモシアター」という名称であった。ただし、海外ではPC版・DSi版共に「Flipnote Hatena」であった。
パソコンのブラウザーやWiiの『インターネットチャンネル』等では「PC版」、携帯電話やニンテンドー3DSのインターネットブラウザー等からは「ケータイ版」が閲覧できた。Adobe Flashに対応していない機器の場合、GIFアニメーションとして表示された。
はてなは2013年3月13日、同年6月2日にサービスを終了することを発表。これに伴い、投稿されたうごメモをYouTube及びはてなフォトライフに直接アップロードする機能がサービス終了時まで追加されていた。

## 作品の閲覧
うごメモはてなでは、うごメモシアターに投稿された作品を閲覧することができたが、2013年6月2日のサービス終了に伴い、それらの作品は全て閲覧できなくなった。これまでうごメモシアターに投稿された作品は、同年7月24日に任天堂から発売されたニンテンドー3DSダウンロードソフト「うごくメモ帳 3D」へ移行することが可能である。
なお、ブログなどにうごメモプレイヤーを貼り付けることができる機能も提供されていたが、2015年3月23日に終了した。

### みんなの作品
うごメモはてな及びうごメモシアターで評価された作品を閲覧することができた。新着順、人気順（昇順）、およびランダム表示で作品を並べ替えて表示することもできた。

### ランキング
「日」「週」「月」「全期間」のそれぞれで評価された順にランキングでメモを閲覧することができた。
「日」は前日の評価順、「週」は先週の評価順、「月」は先月の評価順、「全期間」ではすべての期間で評価された順に、
1位から10位までの作品を閲覧することができた。

### カテゴリ
カテゴリ別に作品を閲覧する機能。
カテゴリには「おすすめ作品」「ゲーム」「アニメ・マンガ」「音楽系」「棒人間・バトル」「キャラクター」「小説・日記」「チャット・参加」などがあった。それぞれ「新着順」「人気順」「最近の人気順」に並べ替えて閲覧できた。

### スペシャル
有名人の作品や、イベント・キャンペーンなどで投稿された作品を閲覧できた。

## うごメモ検索
作品や作者、チャンネル名を指定して検索できた機能。コマンド検索ではコマンドを入力して作品、作者、チャンネルを検索することができた。

## うごレター
DSi「うごメモシアター」ではうごメイトアドレス帳に登録したメールアドレス宛てに「うごメモ」や「ちょっとメモ」を送ったりすることができた。
DSiとアカウントの紐付けをすることで、うごメモはてな上でうごレターを確認できた。ただし、うごメモはてな上からうごレターを送信することは可能ではなかった。

## その他
うごメモはてなが終了した後、海外の有志により、非公式に『Sudomemo』〔スドメモ〕というサイトが立ち上がった（参照）。DSiを「上級者設定」でインターネットに接続しプロキシの設定を施せば、DSiの「うごくメモ帳」からもアクセス可能で（「うごメモシアター」の項を選択）、うごメモの投稿やコメント、はてなスター等、かつてのうごメモはてなで出来た事は概ね再現されている。

主要言語は英語である。2023年8月現在、日本語にも対応している。また、Sudomemoはサイトへの寄付金により維持費が賄われている。